# Đại học Konkuk
Đại học Konkuk (Hangul: 건국대학교, Hanja: 建國大學校, Hán-Việt: Kiến Quốc Đại học giáo) là một trường đại học tư thục ở Seoul, và Chungju, Hàn Quốc. Cơ sở tại Seoul nằm ở phía đông nam của thủ đô, gần sông Hán, còn được phục vụ bởi một ga tàu điện ngầm cùng tên (Ga Đại học Konkuk). Trường được nhận sự phê chuẩn của Bộ Văn hóa và Giáo dục Hàn Quốc. Trường chú trọng và đẩy mạnh các chuyên ngành khoa học công nghệ.

## Lịch sử

### Mở đầu
Tiến sĩ Yoo Suk-Chang (유석창) được biết đến là một người yêu nước trong suốt thời kì Hàn Quốc dưới sự cai trị của Nhật Bản (chiến tranh nha phiến) đã mở bệnh viện và xuất bản thư thông báo. Tiến sĩ Yoo đã thành lập Đại học Konkuk tiền thân là trường Khoa học Chính trị Chosun vào tháng 5 năm 1946 dựa trên cơ sở của Đại học Kiến Quốc (만주 건국대학, 建国大学) ở Trường Xuân, Mãn Châu quốc.
Hai năm sau vào tháng 5 năm 1948, trường được mở rộng thành Học viện Khoa học Chính trị Chosun. Năm 1949, trường được đổi tên thành Tổ chức Khoa học Chính trị và Cao đẳng Khoa học Chính trị. Vào thời điểm đó đều có vị trí là một tổ chức giáo dục chính thức cấp cao. Sau năm 1955, trường chuyển tới Jangan-dong, Seoul, lại đổi tên thành Cơ sở Đại học Konkuk và Đại học Konkuk.

## Tổ chức
Đại học Konkuk là cơ sở giáo dục có nhiều ưu đãi và được điều hành bởi Chủ tịch và Hội đồng Quản trị Đại học Konkuk. Cơ sở tại Seoul gồm 15 khóa học nhỏ, 64 khoa, và 11 cao học chuyên nghiệp. Cơ sở tại Chungju có 5 khóa học nhỏ, 36 khoa. Tổng cộng có 25,700 sinh viên đang theo học tại cả hai cơ sở. Chương trình cho các khóa chưa tốt nghiệp được biên soạn bởi mỗi khoa của từng cơ sở. Chương trình chung cho các sinh viên cao học cũng được biên soạn bởi từng bộ môn. Bên cạnh đó các trường chuyên ngành bao gồm nghiên cứu sinh không nằm trong trường.

## Cơ sở
Một trong những đặc điểm nổi bật trong khuôn viên Đại học Konkuk là số lượng các loại đá (từ 1.5 đến 2 mét) từ khắp nơi trên thế giới. Các trục chính của trường đại học được xếp hàng, mỗi bên, đều bằng đá, là đặc trưng trong điêu khắc thường là những câu thành ngữ, bài thơ hoặc là lời đề tựa từ một tác phẩm văn học lớn, nhằm giới thiệu đôi nét về đất nước đã gửi tặng. Ở phía sau, có một bản dịch sang tiếng Hàn Quốc, và có cả bản dịch Tiếng Anh cho những lời đề tựa của những ngôn ngữ khác. Ngày nay, có gần 200 tảng đá như thế ở Đại học Konkuk.

## Các sinh viên nổi bật
| - Shim Changmin (DBSK) - Kim Seok Jin (BTS) - Choi Minho (SHINee) - Na Yeon Choi (Vận động viên chơi golf) - Dong Woon (B2ST) - Hong Seong-Yo - Hwang Sun-Hong - Hyun Young-Min - Hyuna (4Minute) - Jeon Min-Hee - Joo Hyun - Nicole Jung (Kara) - Kim Jung-eun - Kim Tae-Young (cầu thủ bóng đá sinh năm 1982) - Kim Young-Chul - Ko Jeong-Woon - Lee Hyung-taik - Nayeon (Twice) - JB (GOT7) - Young K (DAY6) - Kim Hye-yoon - Ahn Jae-hong - Hong Jong Hyun - Song Kang - Cha Ye-ryun - Kim Hye Yoon | - Lee Jong-Beom - Lee Min Ho - Lee Min-ki - Lee Sang-Yoon - Lee Young-Pyo - Oh Chang-Sik - Park Han-byul - Seo Woo - Shin Seong-il - Sim Woo-Yeon - Uhm Tae-woong - Yoo Sang-Chul - Yoon Sang-Chul - Yoon Seok-Ho - Lee Jong Suk - Lee Hyeri (Girl's Day) - Kim Da Som (Sistar) - Chae Soo-bin - Ryoo Hye-yeong - Go Kyung-pyo - Yoo Ah-in - Hwang Woo-seul-hye - Hong Soo-ah |

| Khuôn viên trường Đại học Konkuk |
| Khuôn viên trường Đại học Konkuk |

| Khuôn viên trường Đại học Konkuk |
| Khuôn viên trường Đại học Konkuk |

| Khuôn viên trường Đại học Konkuk |
| Khuôn viên trường Đại học Konkuk |

| Khuôn viên trường Đại học Konkuk |
| Khuôn viên trường Đại học Konkuk |

| Khuôn viên trường Đại học Konkuk |
| Khuôn viên trường Đại học Konkuk |

| Khuôn viên trường Đại học Konkuk  |
| Khuôn viên trường Đại học Konkuk. |

| Ga Đại học Konkuk |
| Ga Đại học Konkuk |

| Ga Đại học Konkuk |
| Ga Đại học Konkuk |

| Ga Đại học Konkuk |
| Ga Đại học Konkuk |

| Ga Đại học Konkuk |
| Ga Đại học Konkuk |

| Ga Đại học Konkuk |
| Ga Đại học Konkuk |